# Bjeliši
Bjeliši (en serbe cyrillique : Бјелиши) est un village du sud du Monténégro, dans la municipalité de Bar.

## Démographie

### Évolution historique de la population
| 1948 | 1953 | 1961 | 1971 | 1981 | 1991 | 2003  |
| ---- | ---- | ---- | ---- | ---- | ---- | ----- |
| 441  | 639  | 529  | 983  | 671  | 771  | 1 042 |